# Музей образотворчих мистецтв (Нім)
Музей образотворчих мистецтв у Німі (фр. Musée des beaux-arts de Nîmes) — художній музей з картинною галереєю у місті Нім на півдні Франції.

## Споруда та історія створення музею
Музей був заснований 1821 року і первісно розташований у старовинній споруді Мезон Карре, що збереглась ще з доби колонізації краю Стародавнім Римом. Перша музейна колекція складалась з дарунків приватних збірок та випадково знайдених археологічних залишків доби Стародавнього Риму. Згодом до музею передали перші картини старих майстрі та небагатьох сучасних на 19 ст.
Вже на початку 20 століття музейним колекціям стало затісно в античній споруді. 1902 року був проведений конкурс на створення споруди музею. Перший приз виграв архітектор Макс Рейфел, котрому доручили будівництво. Роботи тривали з 1903 до 1907 року.
Споруда в стилістиці сецесія 1987 року була реконструйована за проектом архітектора Жана-Мішеля Вільмота.

## Колекції і фонди

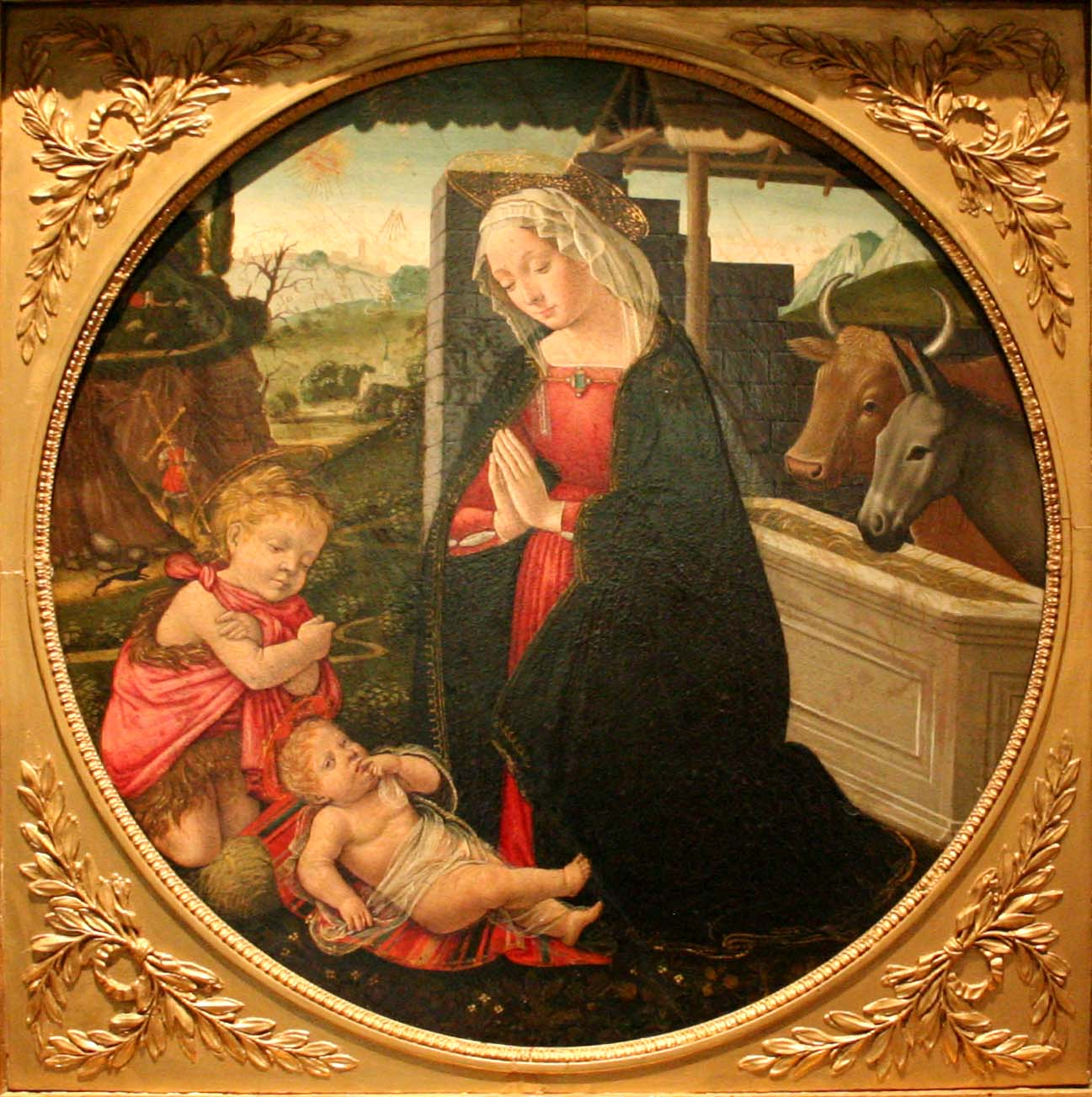
Філіппіно Ліппі."Поклоніння немовляті Христу"

Первісна колекція сформована у 1824 році. Вона поступово збільшувалась за рахунок дарувань або заповітів, серед котрих були колекції Робера Гауера (1869) та Шарля Тура (1948).
Загальний фонд музею досяг 3600 одиниць збереження. Під експозиції віддали три зали (перший поверх) та сім залів (другий поверх). Збірка має невелику кількість скульптур (переважно майстрів Франції) та живопис майстрів Італії, Голландії, Франції, Фландрії 17—19 століть, твори місцевих художників.

## Живопис італійських майстрів

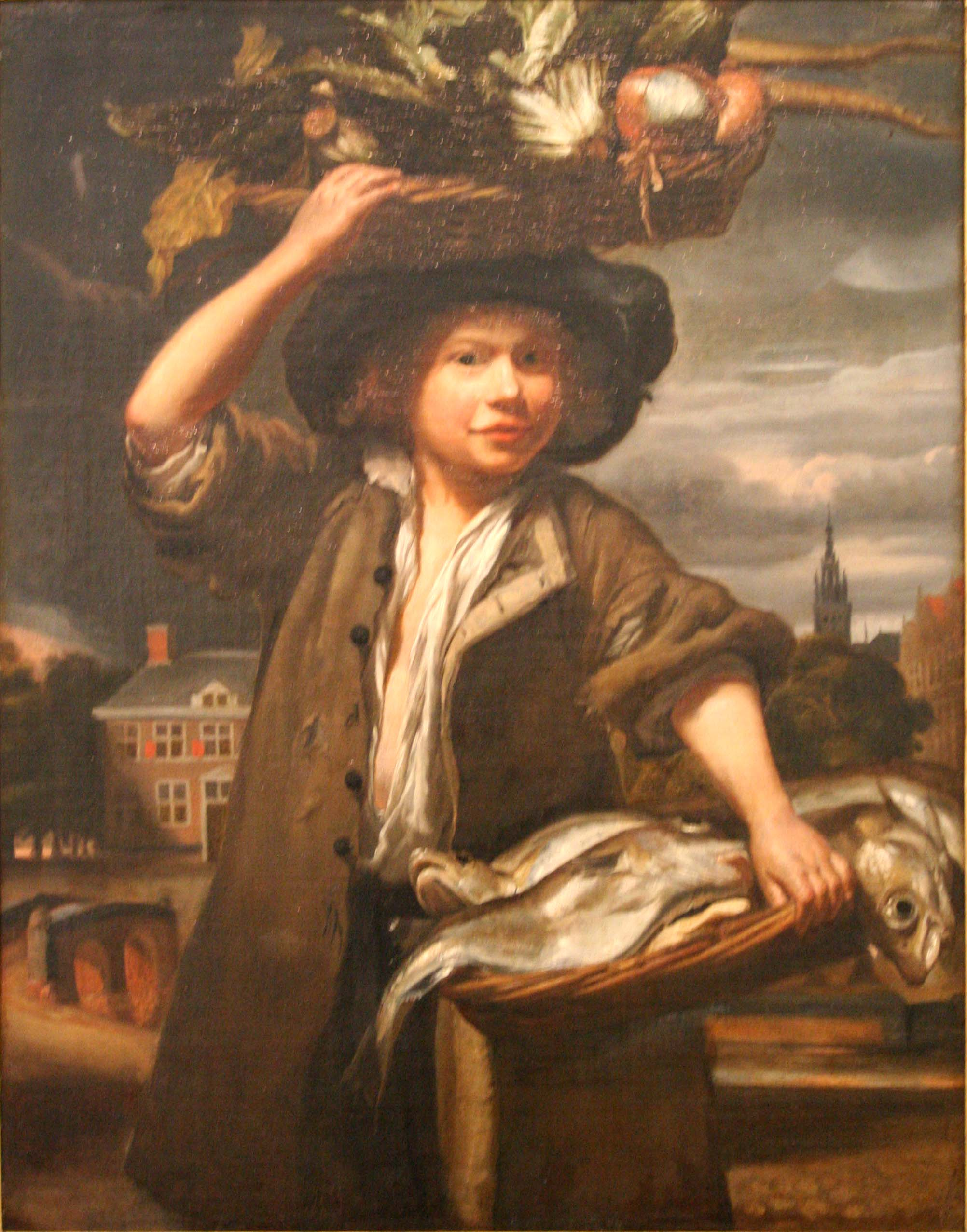
Ебергард Кейль, «Стихія Землі»

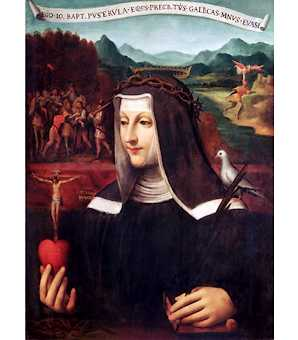
Бернардіно Луїні. «Св. Катерина Сієнська», початок 16 ст.
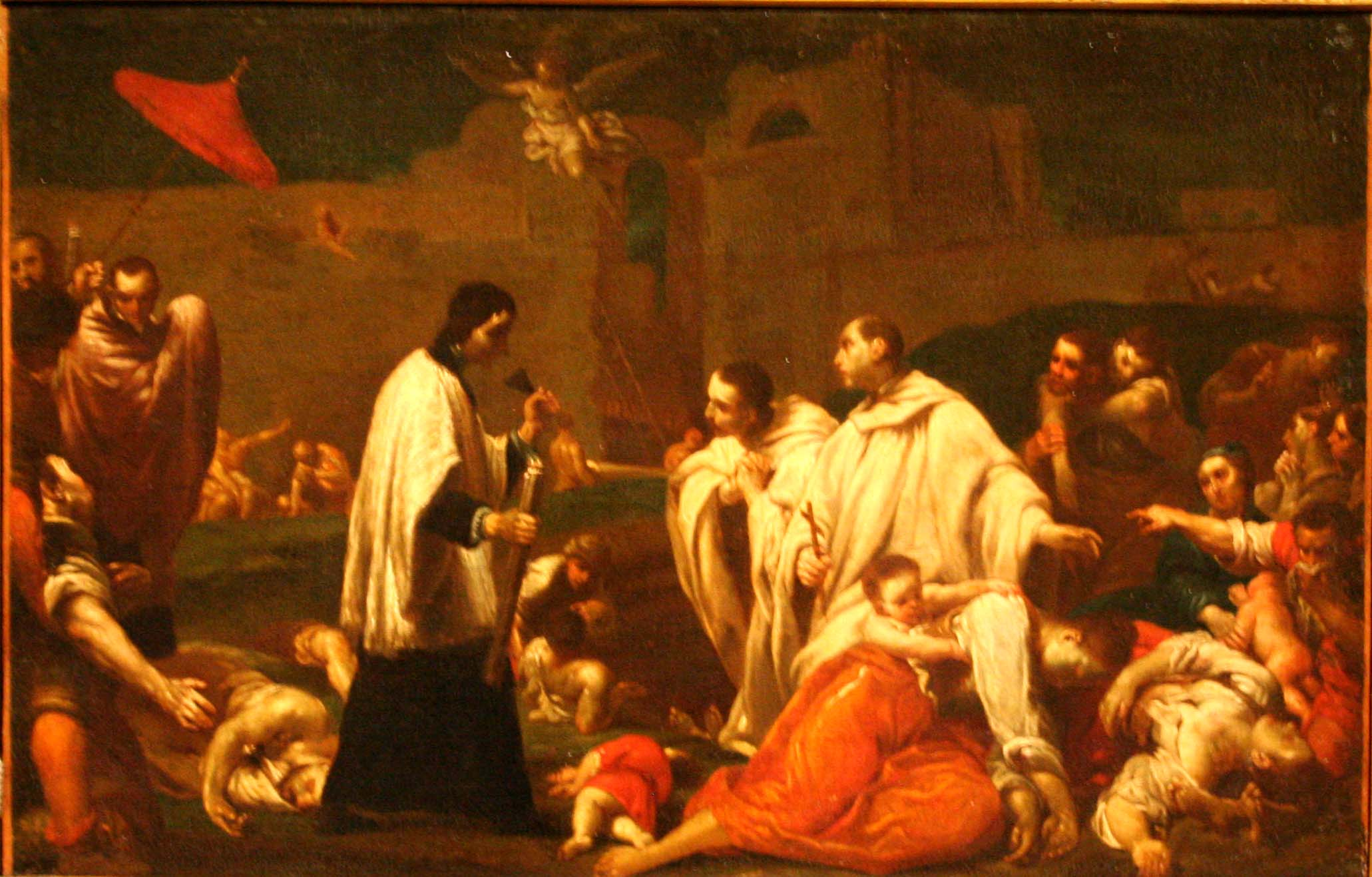
Джузеппе Марія Креспі, «Бенардо Толомей лікує хворих на чуму в Сієні 1348 року», бл. 1735 р.
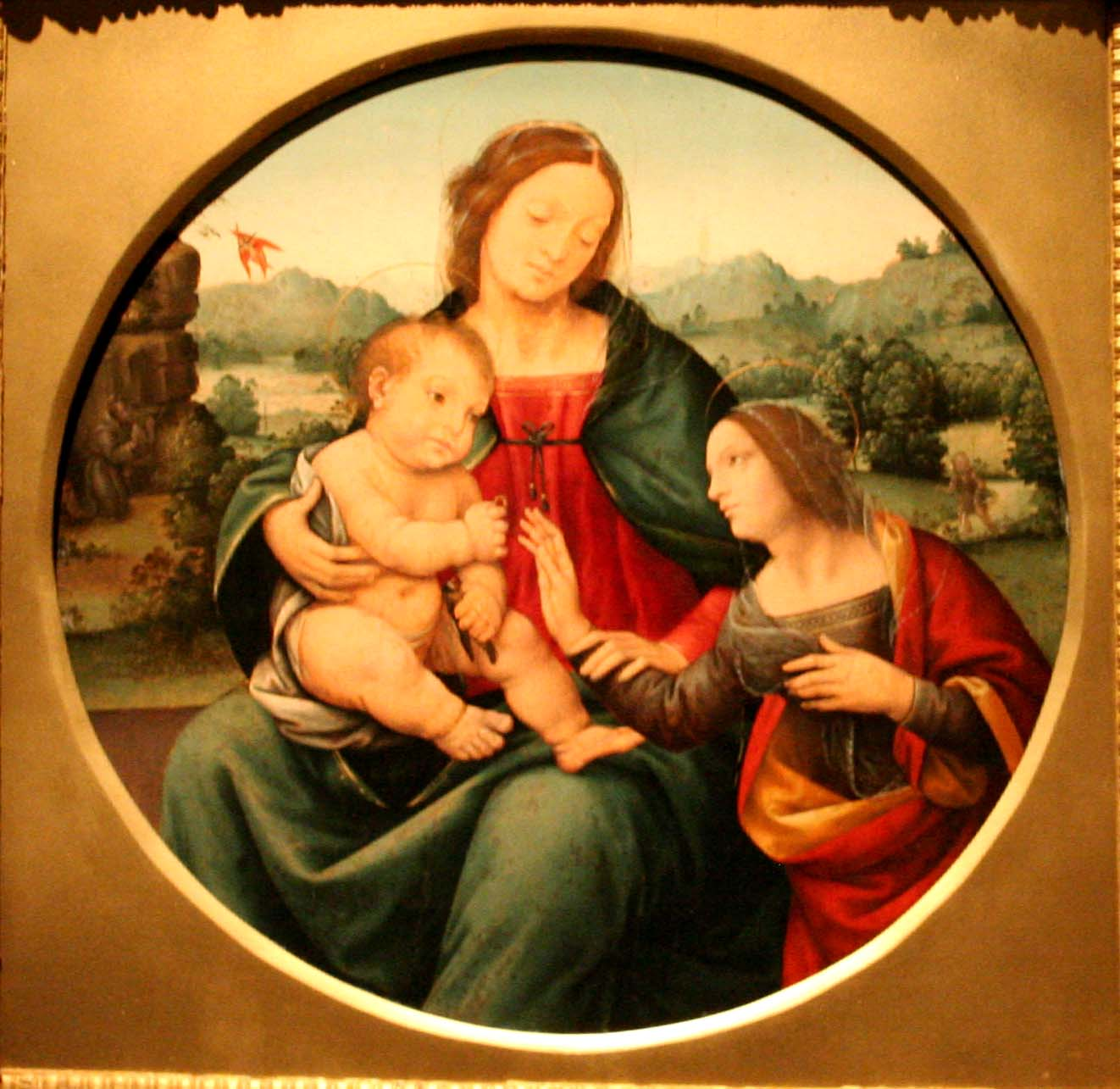
Лоренцо ді Креді (майстерня), «Містичні заручини Катерини Александрійської»
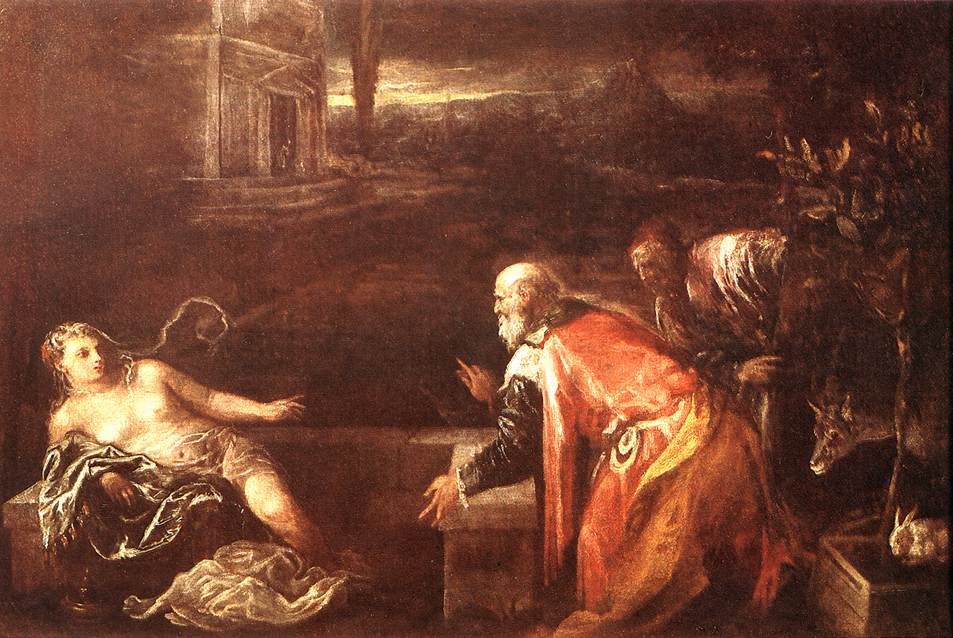
Якопо Бассано, «Сусанна і старці», 1571 р.

## Музейна збірка скульптури

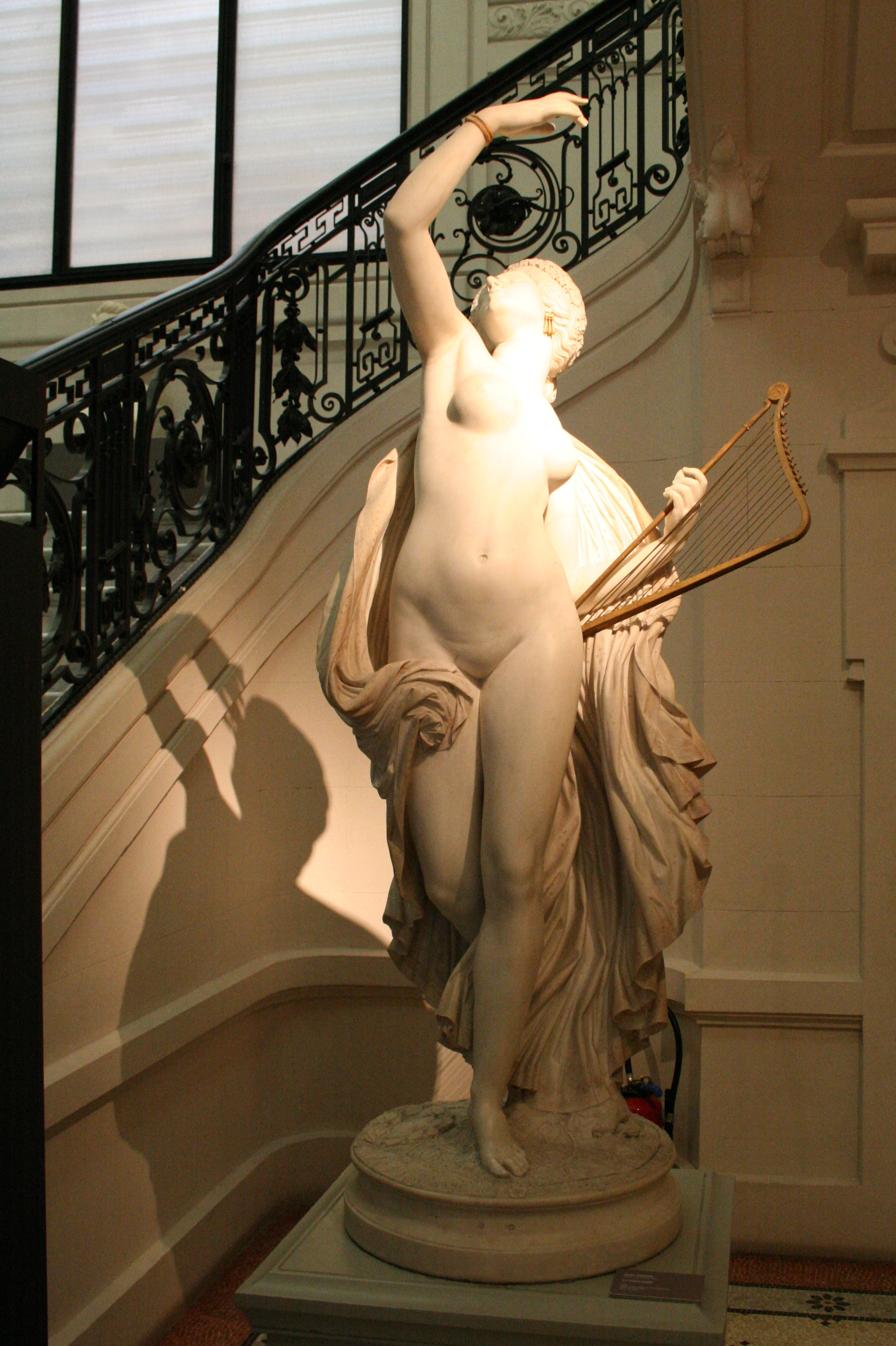
Джеймс Прадьє. «Алегорія Поезії», перша половина 19 ст.
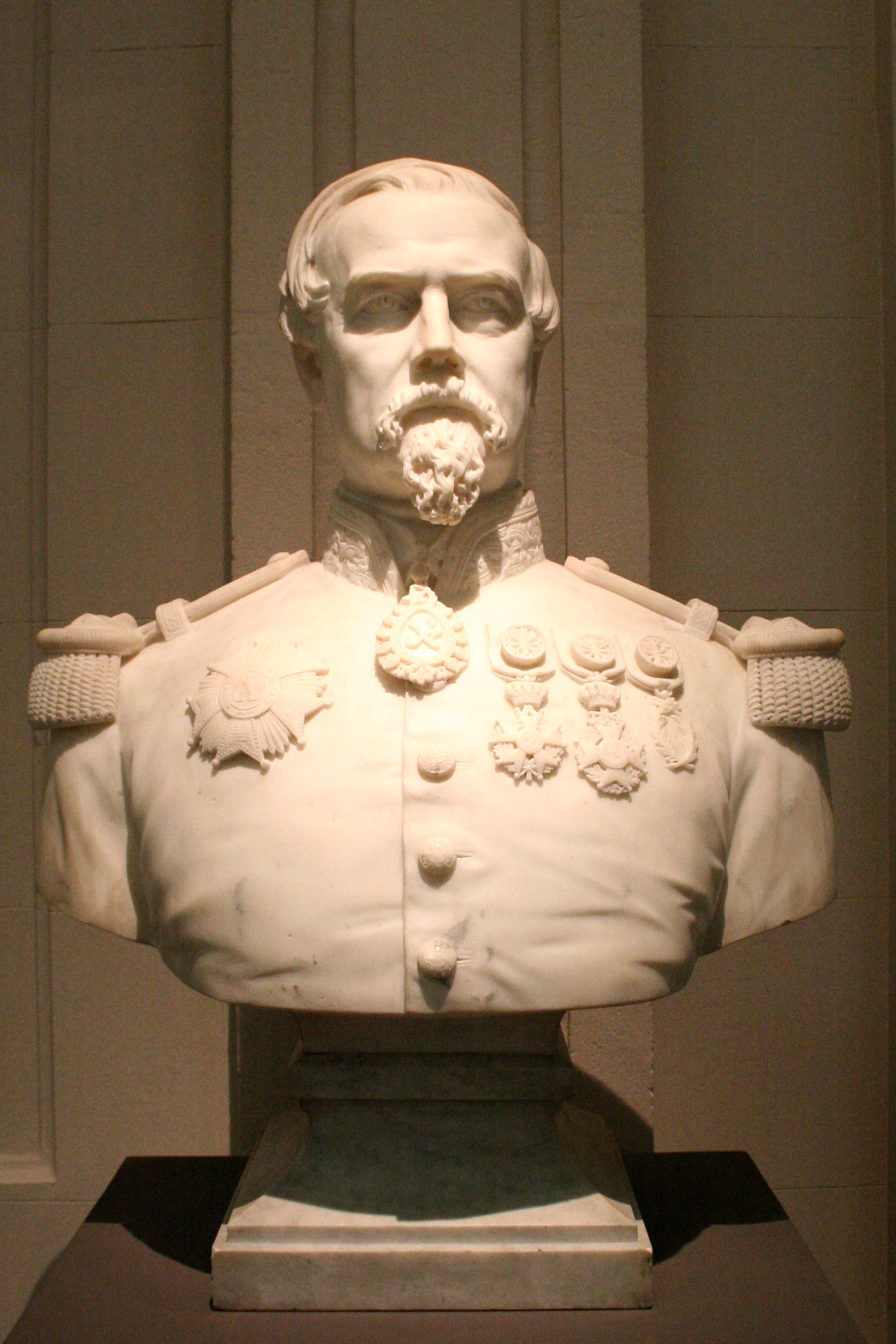
«Генерал Шабо ла Тур»
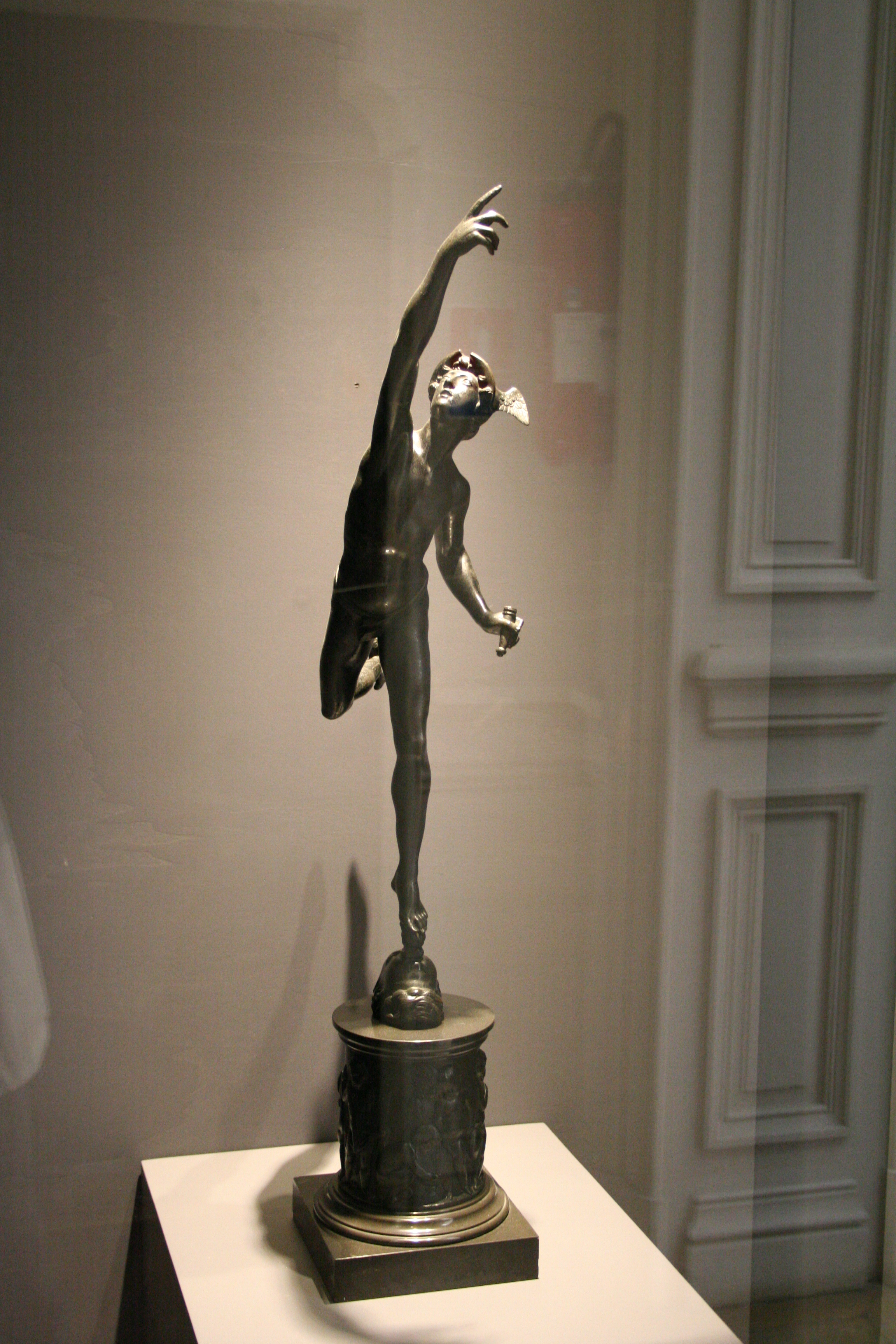
Джованні да Болонья. «Меркурій»
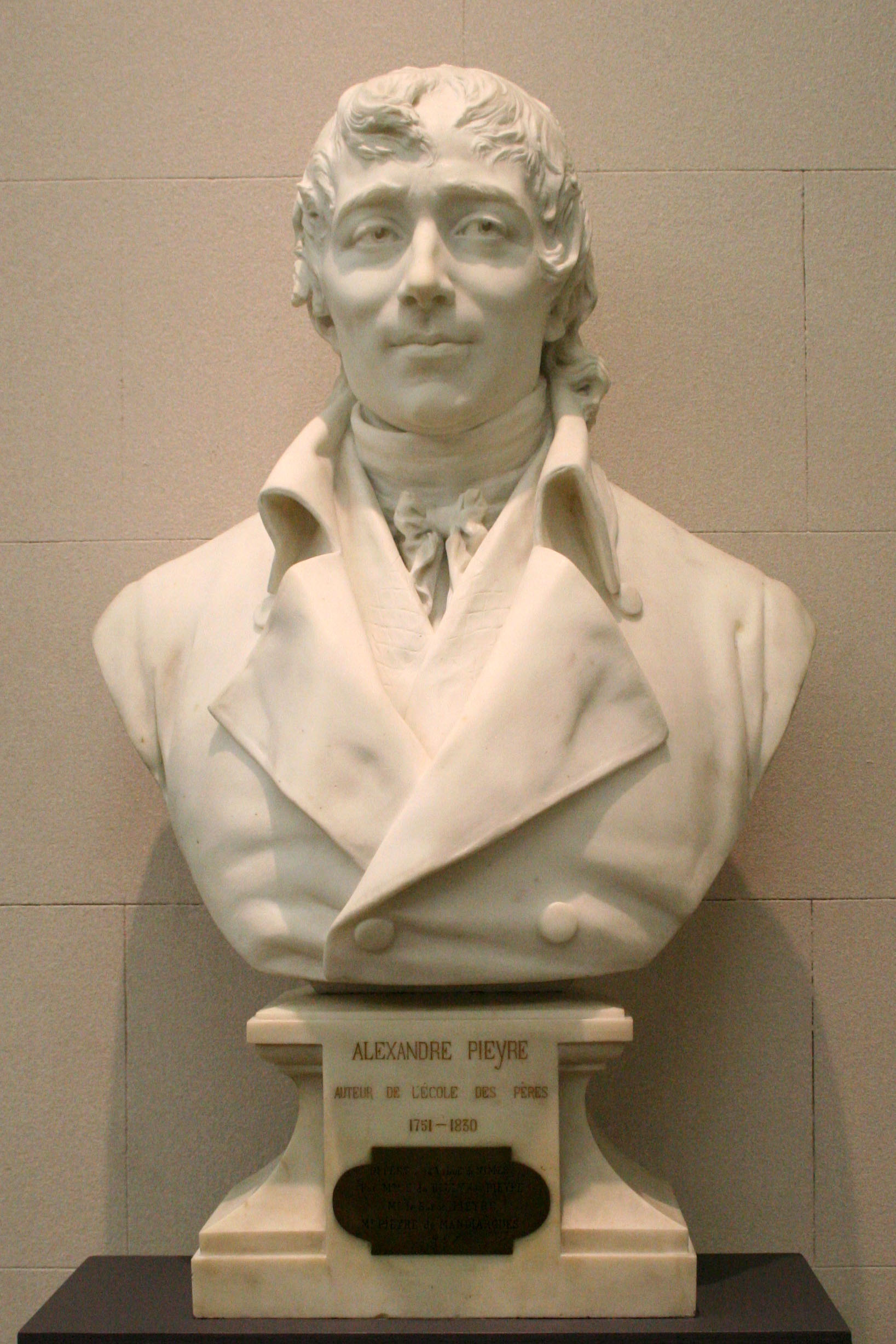
Карре-Беллез Альберт-Ернест, «Александр Пейре» (?)

## Художники Франції

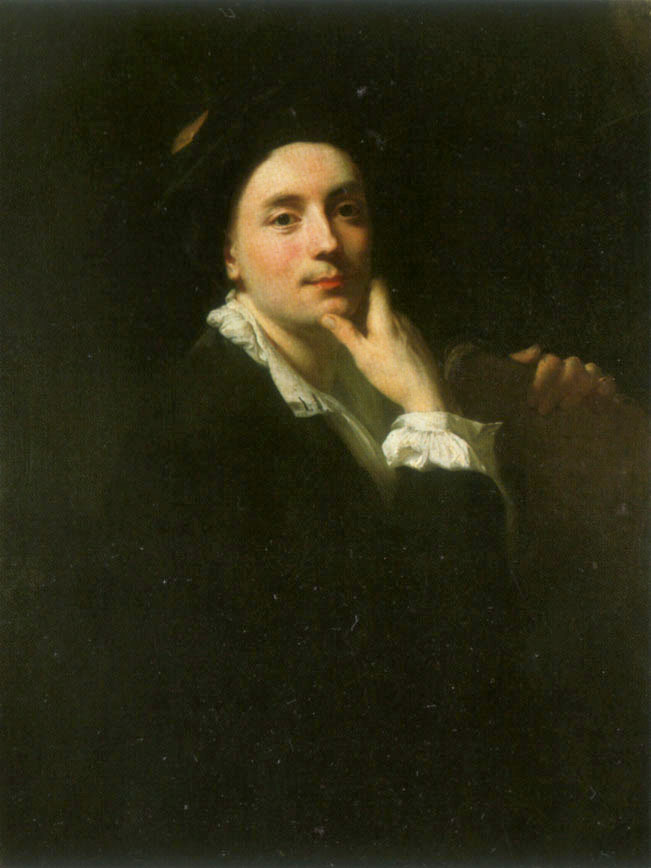
Жак-Франсуа Дельєн. Автопортрет, бл. 1715 р.
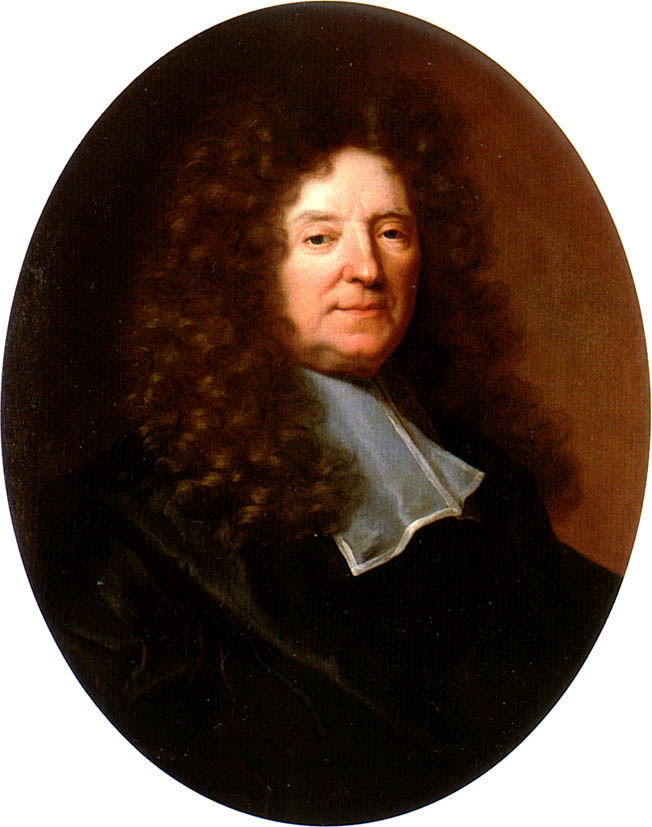
Гіацинт Ріго. «Шарль де Парвіль», 1693 р.
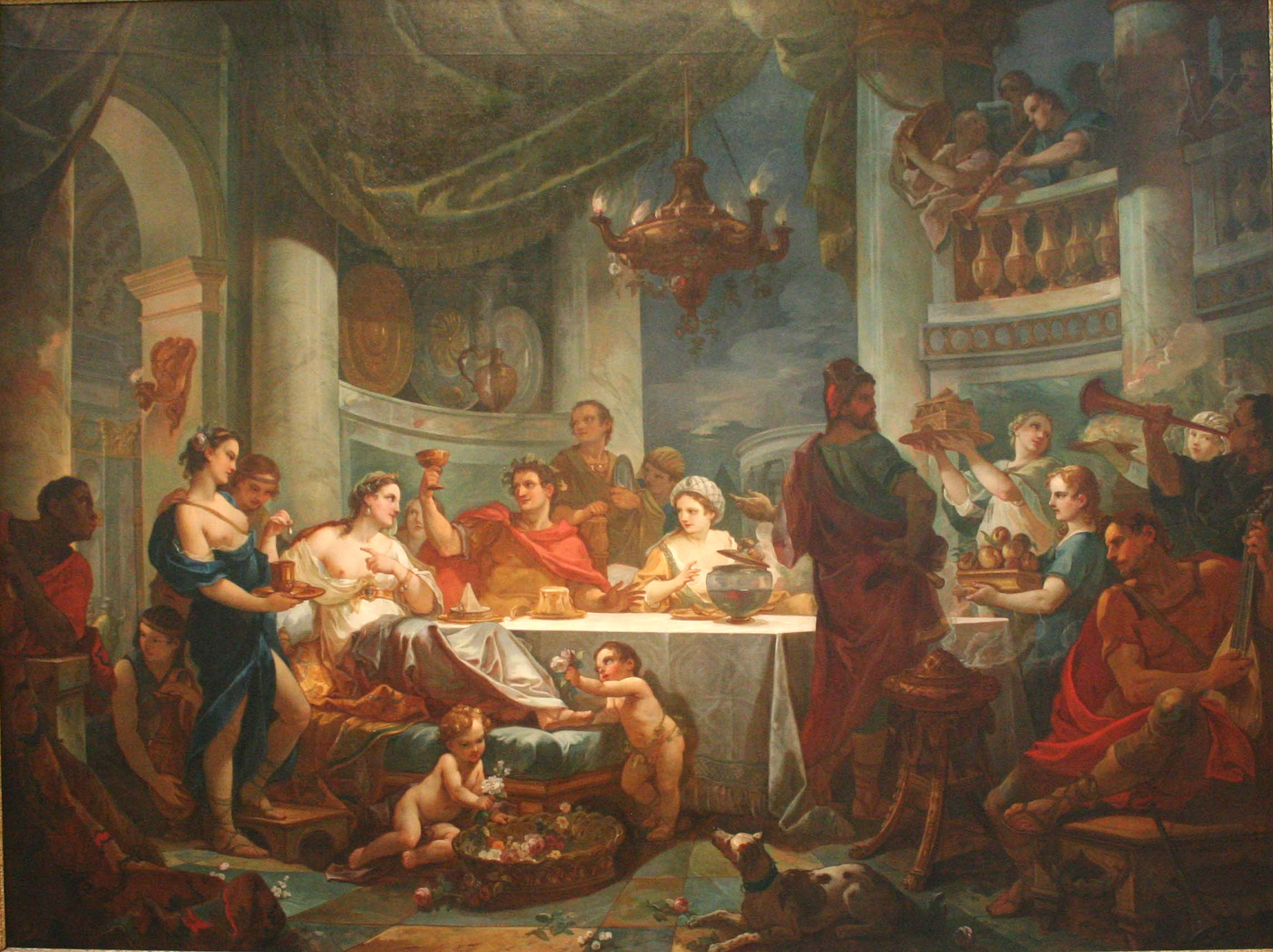
Шарль-Жозеф Натуар. «Бенкет Клеопатри на честь полководця Марка Антонія», 1754 р.
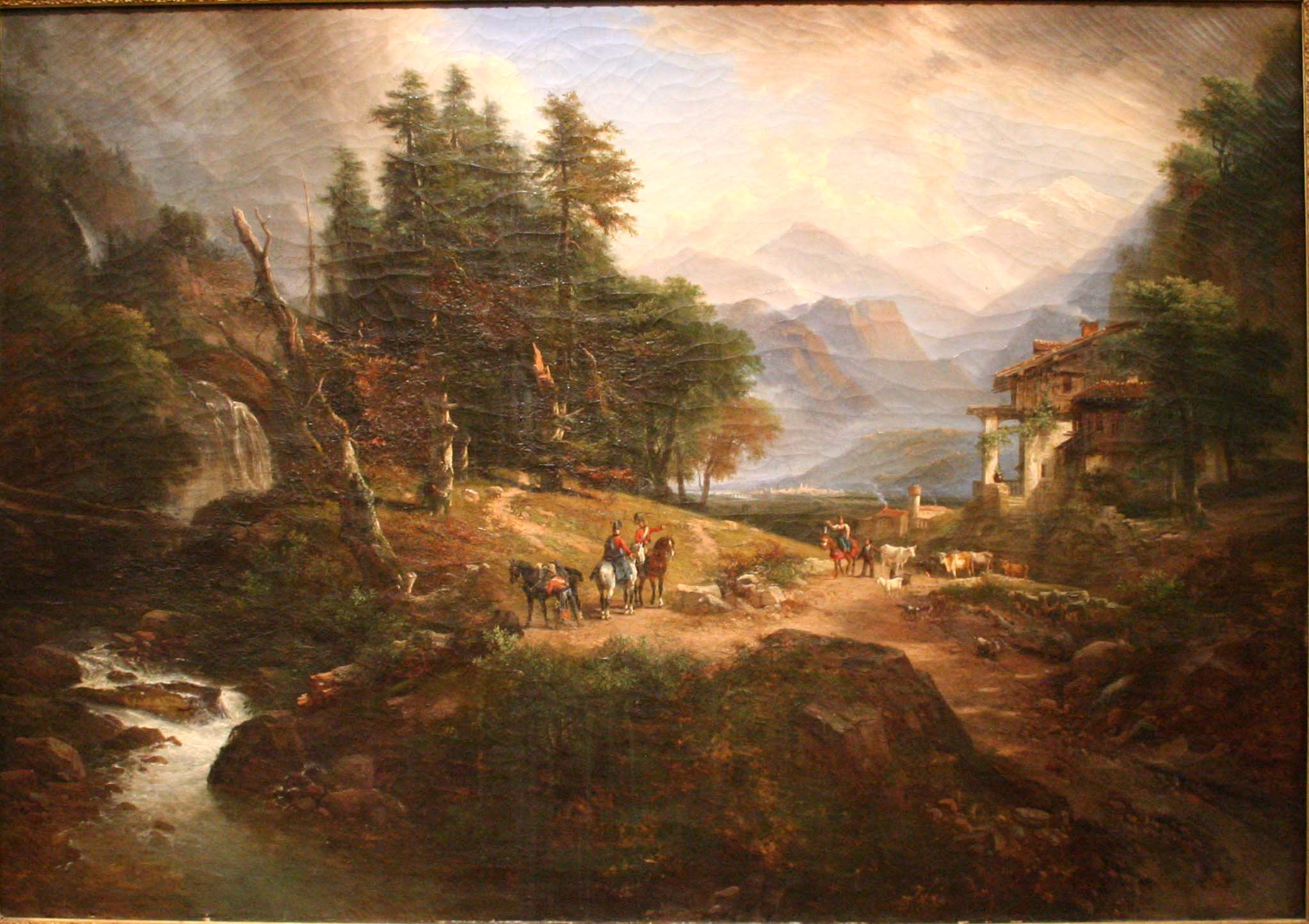
Луї Етьєн Ватле. «Пейзаж», 1850 р.